# Antônio Bezerra (Fortaleza)
Antônio Bezerra é um bairro situado na zona oeste de Fortaleza está localizado na Secretaria Executiva Regional III de Fortaleza. Nesse bairro localiza-se o terminal do Antônio Bezerra.

## História
Sua ocupação teve início antes de 1800, com as primeiras construções de chácaras e sítios com características agrícolas. Com o surgimento de novas famílias, o bairro foi adquirindo característica própria. O comércio passou a prosperar lentamente, surgindo as primeiras ruas. Surgiram também os primeiros marcos de referência histórica que definem a formação inicial do bairro.
- Estação Ferroviária – 1917
- A Capela Jesus Maria e José – 1918
- Esquadrão da Cavalaria e o Grupamento Escola Edgar Faço – 1925
- Agência Postal e Telegráfica – 1932
- Cemitério Público – 1935
- Energia Elétrica em 1937
- Escola Apostólica São Vicente de Paula – 1942
- Grupo escolar – 1948
- Feira Comercial – 1955

O distrito foi criado em 1937, mas era conhecido como Barro Vermelho até depois de 1965. O nome era devido à coloração de suas terras, de cor vermelha, proveniente das camadas de barro existente no seu subsolo, mais visíveis em tempos mais antigos, antes do asfaltamento das ruas. 
Quando subiu ao poder o regime militar, que governou o país com o Golpe Militar de 1964, achou-se estranha nomenclatura, uma vez que esse nome era associado a um bairro de operários comunistas existente em São Petersburgo, na então União Soviética. Devido a isso, o bairro passou a ser conhecido como Antônio Bezerra.